# Hadżdżi Kusa
Hadżdżi Kusa (arab. حاجي كوسة) – miejscowość w Syrii, w muhafazie Aleppo. W 2004 roku liczyła 1011 mieszkańców.